# Sidi M'hamed
Sidi M'hamed (en bereber: ⵙⵉⴷⵉ ⵎⵃⵎⵎⴷ; en árabe: سيدي امحمد‎) es un municipio (baladiyah) de la provincia o valiato de M'Sila en Argelia. En abril de 2008 tenía una población censada de 8300 habitantes.
Se encuentra ubicado en el centro-norte del país, sobre la cordillera del Atlas, al sur de la costa del mar Mediterráneo y de la capital del país, Argel.